# 裴周玉
裴周玉（1912年12月—2015年6月20日），湖南平江人，中国人民解放军将领、中国人民解放军开国少将。曾任中国人民解放军69军政委等职。是中共第九、十届中央候补委员。

## 生平
1926年参加革命，1930年参加中国工农红军，1931年加入中国共产主义青年团，1932年转为中国共产党党员。革命生涯中，他历任儿童团团长、班长、排长、干事、特派员、组长、科长、副局长、支队长兼政委、行署公安局局长、纵队政治部主任、军政治部主任、绥远军区政治部主任、兵团政治部主任、兵团代政委、军政委、北京军区政治部副主任、新疆军区副政委兼新疆生产建设兵团第二副政委、装甲兵顾问（副大军区职）等职，参加了中央苏区反“围剿”、二万五千里长征、东征、百团大战、晋西北、晋北、绥蒙、察绥、平津等战役战斗。中华人民共和国建立后，参加了抗美援朝。1955年，授予中国人民解放军少将。
2015年6月20日凌晨3時零8分，裴周玉在因病醫治無效，在北京逝世，享年103岁。
2005年出版的《毛泽东：鲜为人知的故事》宣称在东征战役期间裴周玉的谋杀刘志丹。